# 石原明 (医学者)
石原 明（いしはら あきら、1924年-1980年7月23日）は、医学者、東洋医学研究者。

## 経歴
日本大学医学科卒、1952年「幼態心臓の生理学的研究」で日大医学博士。横浜市立医学専門学校教員、横浜市立大学医学部専任講師、助教授。日本東洋医学会設立に参加。

## 著書
- 『医史学概説』医学書院 1955
- 『日本の医学 その流れと発展』至文堂 日本歴史新書 1959
- 『漢方の秘密』論争社 ぺりかん・しんしょ 1961
- 『漢方 中国医学の精華』中公新書 1963　吉川弘文館、2014
- 『現代漢方』学習研究社 ガッケン・ブックス・サイエンスシリーズ　1964
- 『入門現代漢方 もうひとつの医学』立風書房 1972
- 『和歌が生んだ味の旅 北海道から沖縄まで 和歌食物本草』健友館 1981
- 『漢方名医のさじ加減』健友館 1984
- 『健康をつくる郷土料理 北海道から沖縄まで』健友館 家庭の医学シリーズ 1992

### 共著
- 『看護史年表 看護史上の人々』杉靖三郎共著 医学書院 ナーセス・ライブラリ 1951
- 「日本生理学前史」、「日本病理学前史」『明治前日本医学史　第２巻』日本学術振興会  1955
- 『系統看護学講座 看護史』杉田暉道,長門谷洋治共著 医学書院 1971

### 校訂など
- 楊上善奉勅撰注『太素 欠巻覆刻』校定 丸山昌朗和訓 田口友康批訂 古医典のつどひ 1964
- 丹波康頼『医心方 第9冊』解説 至文堂 1967

## 参考
- 『漢方』中公新書著者紹介
- 『人物物故大年表』